# Жабенець (Ґарволінський повіт)
Жабенець (пол. Żabieniec) — село в Польщі, у гміні Парисув Ґарволінського повіту Мазовецького воєводства.
Населення — 181 особа (2011).
У 1975-1998 роках село належало до Седлецького воєводства.

## Демографія
Демографічна структура станом на 31 березня 2011 року:
|          | Загалом | Допрацездатний вік | Працездатний вік | Постпрацездатний вік |
| -------- | ------- | ------------------ | ---------------- | -------------------- |
| Чоловіки | 93      | 18                 | 66               | 9                    |
| Жінки    | 88      | 22                 | 47               | 19                   |
| Разом    | 181     | 40                 | 113              | 28                   |